# Sleep Talking
Sleep Talking (kor. 잠꼬대 Jamkkodae) – trzeci minialbum południowokoreańskiej grupy NU’EST, wydany 22 sierpnia 2013 roku przez Pledis Entertainment. Płytę promował główny singel o tym samym tytule. Album sprzedał się w liczbie 23 084 egzemplarzy (stan na wrzesień 2017 roku).

## Lista utworów
| CD | CD                                                                   | CD                        | CD                                                           | CD                                                           | CD      |
| Nr | Tytuł utworu                                                         | Tekst                     | Kompozycja                                                   | Aranżacja                                                    | Długość |
| -- | -------------------------------------------------------------------- | ------------------------- | ------------------------------------------------------------ | ------------------------------------------------------------ | ------- |
| 1. | „Jamkkodae” (kor. 잠꼬대, ang. Sleep Talking)                        | Duble Sidekick, David Kim | Duble Sidekick                                               | Duble Sidekick                                               | 3:30    |
| 2. | „Beautiful Ghost”                                                    | Seo Ji-eum, JR            | Sean Alexander, Andreas Oberg, Various Artists, Jimmy Burney | Sean Alexander, Andreas Oberg, Various Artists, Jimmy Burney | 4:07    |
| 3. | „Yeppeo” (kor. 예뻐, ang. Pretty) (feat. Yoo Ara z Hello Venus)      | Iggy, Seo Young-bae, JR   | Iggy, Seo Young-bae                                          | Iggy, Seo Young-bae                                          | 3:17    |
| 4. | „Fine girl”                                                          | Hanjun                    | Lee Yoo-jin                                                  | Lee Yoo-jin                                                  | 3:38    |
| 5. | „Jogeum deo saranghalge” (kor. 조금 더 사랑할게, ang. Love You More) | Moon Gi-hwan              | Moon Gi-hwan                                                 | Moon Gi-hwan                                                 | 4:02    |
| 6. | „Yahage ipjima” (kor. 야하게 입지마, ang. Please Don't)              | Iggy, Seo Young-bae, JR   | Iggy, Seo Young-bae                                          | Iggy, Seo Young-bae                                          | 3:28    |

## Notowania
| Lista                   | Najwyższa pozycja |
| ----------------------- | ----------------- |
| Gaon Weekly Album Chart | 8                 |